# My Man and I
My Man and I is een Amerikaanse dramafilm uit 1952 onder regie van William A. Wellman.

## Verhaal
De Mexicaanse arbeider Chu Chu Ramirez wordt verliefd op Nancy, een vrouw met een drankprobleem. Hij wil haar helpen met haar verslaving. De werkgever van Ramirez is jaloers, omdat zijn vrouw een oogje heeft op hem. Wanneer hij gewond raakt bij een schietpartij, schuift hij de schuld in de schoenen van Ramirez.

## Rolverdeling
| Acteur              | Personage        |
| ------------------- | ---------------- |
| Shelley Winters     | Nancy            |
| Ricardo Montalbán   | Chu Chu Ramirez  |
| Wendell Corey       | Ansel Ames       |
| Claire Trevor       | Mevrouw Ames     |
| Robert Burton       | Sheriff          |
| José Torvay         | Manuel Ramirez   |
| Jack Elam           | Celestino Garcia |
| Pascual García Peña | Willie Chung     |
| George Chandler     | Frankie          |
| Juan Torena         | Vincente Aguilar |
| Carlos Conde        | Joe Mendacio     |